# Temporada 1910 de las Grandes Ligas de Béisbol

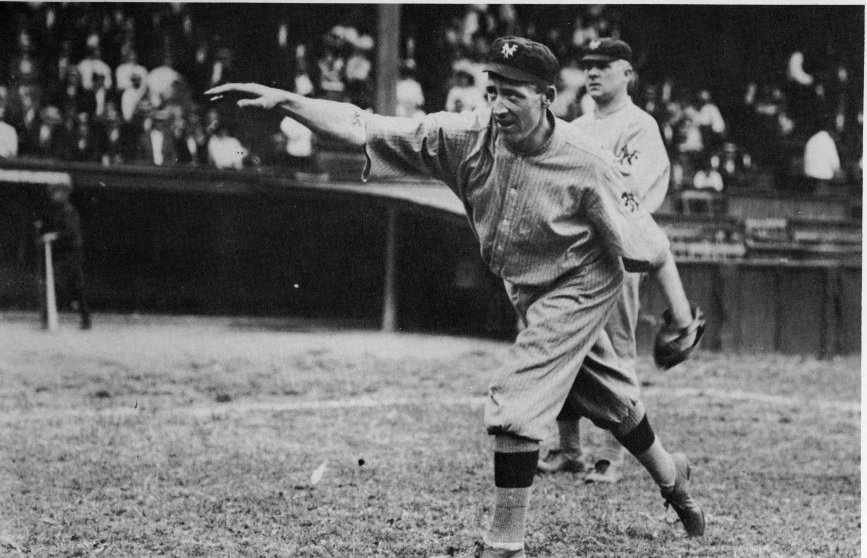
Una foto de "Wee Willie" Keeler en el ocaso de su carrera jugando con los New York Giants.

La Temporada 1910 de las Grandes Ligas de Béisbol fue la décima temporada de la Liga Americana y la séptima con Serie Mundial. Los Philadelphia Athletics derrotaron a los Chicago Cubs 4-1 para ganar la Serie Mundial.

## Estadísticas
|                        | \| Liga Americana[2] \| \| \| \| \| \| Club \| G \| P \| PG % \| GB \| \| Philadelphia Athletics \| 102 \| 48 \| .680 \| - \| \| New York Highlanders \| 88 \| 63 \| .583 \| 14.5 \| \| Detroit Tigers \| 86 \| 68 \| .558 \| 18.0 \| \| Boston Red Sox \| 81 \| 72 \| .529 \| 22.5 \| \| Cleveland Naps \| 71 \| 81 \| .467 \| 32.0 \| \| Chicago White Sox \| 68 \| 85 \| .444 \| 35.5 \| \| Washington Senators \| 66 \| 85 \| .437 \| 36.5 \| \| St. Louis Browns \| 47 \| 107 \| .305 \| 57.0 \| |     |      |      |
| Liga Americana         | |     |      |      |
| Club                   | G | P   | PG % | GB   |
| Philadelphia Athletics | 102 | 48  | .680 | -    |
| New York Highlanders   | 88 | 63  | .583 | 14.5 |
| Detroit Tigers         | 86 | 68  | .558 | 18.0 |
| Boston Red Sox         | 81 | 72  | .529 | 22.5 |
| Cleveland Naps         | 71 | 81  | .467 | 32.0 |
| Chicago White Sox      | 68 | 85  | .444 | 35.5 |
| Washington Senators    | 66 | 85  | .437 | 36.5 |
| St. Louis Browns       | 47 | 107 | .305 | 57.0 |

|                       | \| Liga Nacional[3] \| \| \| \| \| \| Club \| G \| P \| PG % \| GB \| \| Chicago Cubs \| 104 \| 50 \| .675 \| - \| \| New York Giants \| 91 \| 63 \| .591 \| 13.0 \| \| Pittsburgh Pirates \| 86 \| 67 \| .562 \| 17.5 \| \| Philadelphia Phillies \| 78 \| 75 \| .510 \| 25.5 \| \| Cincinnati Reds \| 75 \| 79 \| .487 \| 29.0 \| \| Brooklyn Superbas \| 64 \| 90 \| .416 \| 40.0 \| \| St. Louis Cardinals \| 63 \| 90 \| .412 \| 40.5 \| \| Boston Doves \| 53 \| 100 \| .346 \| 50.5 \| |     |      |      |
| Liga Nacional         | |     |      |      |
| Club                  | G | P   | PG % | GB   |
| Chicago Cubs          | 104 | 50  | .675 | -    |
| New York Giants       | 91 | 63  | .591 | 13.0 |
| Pittsburgh Pirates    | 86 | 67  | .562 | 17.5 |
| Philadelphia Phillies | 78 | 75  | .510 | 25.5 |
| Cincinnati Reds       | 75 | 79  | .487 | 29.0 |
| Brooklyn Superbas     | 64 | 90  | .416 | 40.0 |
| St. Louis Cardinals   | 63 | 90  | .412 | 40.5 |
| Boston Doves          | 53 | 100 | .346 | 50.5 |

## Serie Mundial 1910
|  | Serie Mundial          |                        |   |  |
|  |                        |                        |   |  |
|  | Chicago Cubs           | Chicago Cubs           | 1 |  |
|  | Chicago Cubs           | Chicago Cubs           | 1 |  |
|  | Philadelphia Athletics | Philadelphia Athletics | 4 |  |
|  | Philadelphia Athletics | Philadelphia Athletics | 4 |  |

|                                                                |
| Campeón de las Grandes Ligas Philadelphia Athletics 1.º título |